# Penicillidia decipiens
Penicillidia decipiens är en tvåvingeart som beskrevs av Oskar Theodor 1957. Penicillidia decipiens ingår i släktet Penicillidia och familjen lusflugor.
Artens utbredningsområde är Madagaskar. Inga underarter finns listade i Catalogue of Life.